# Johann Kusser st.
Ján Kusser st., také Johann Kusser, (1626 Bratislava – 1696 Stuttgart) byl slovenský evangelický kantor, varhaník a hudební skladatel.

## Život
Působil v Bratislavě jako evangelický kantor v letech 1659–1674. V době protireformace se obával perzekuce evangelíků a proto se roku 1674 vystěhoval do Stuttgartu. Ve Stuttgartu působil jako varhaník.
Jeho syn Johann Sigismund Kusser (1660–1727) se stal rovněž hudebním skladatelem. Působil v Německu, Francii a v Irsku.

## Dílo
Je autorem řady církevních skladeb. Ze skladeb komponovaných v Bratislavě byla roku 1669 sestavena sbírka Concertuum sacrorum 4 et 5 vocibus decantandorum opus I continens XII Psalmos et VII Magnificat.